# 1900 (szám)
Az 1900 (római számmal: MCM) az 1899 és 1901 között található természetes szám.

## A matematikában
A tízes számrendszerbeli 1900-as a kettes számrendszerben 11101101100, a nyolcas számrendszerben 3554, a tizenhatos számrendszerben 76C alakban írható fel.
Az 1900 páros szám, összetett szám. Kanonikus alakja 22 · 52 · 191, normálalakban az 1,9 · 103 szorzattal írható fel. Tizennyolc osztója van a természetes számok halmazán, ezek növekvő sorrendben: 1, 2, 4, 5, 10, 19, 20, 25, 38, 50, 76, 95, 100, 190, 380, 475, 950 és 1900.
Az 1900 egyetlen szám valódiosztóösszeg-függvényeként áll elő, ez a 2524.